# Горіловка
Горі́ловка (рос. Гореловка) — присілок у складі Чаїнського району Томської області, Росія. Входить до складу Усть-Бакчарського сільського поселення.

## Населення
Населення — 490 осіб (2010; 583 у 2002).
Національний склад (станом на 2002 рік):
- росіяни — 95 %